# Kaapse breedbek
De Kaapse breedbek (Smithornis capensis) is een zangvogel uit de familie Calyptomenidae (Afrikaanse en Aziatische groene breedbekken).

## Verspreiding en leefgebied
Deze soort komt wijdverspreid voor in Afrika ten zuiden van de Sahara en telt negen ondersoorten:
- S. c. delacouri: van Sierra Leone tot Ghana.
- S. c. camarunensis: Kameroen, Gabon en de Centraal-Afrikaanse Republiek.
- S. c. albigularis: van westelijk Angola tot Tanzania, zuidelijk tot Zambia en Malawi.
- S. c. meinertzhageni: van noordoostelijk Congo-Kinshasa tot westelijk Kenia.
- S. c. medianus: centraal Kenia en noordoostelijk Tanzania.
- S. c. suahelicus: zuidoostelijk Kenia, oostelijk Tanzania en noordoostelijk Mozambique.
- S. c. cryptoleucus: van oostelijk Zimbabwe tot zuidwestelijk Tanzania tot zuidelijk Mozambique en noordoostelijk Zuid-Afrika.
- S. c. conjunctus: van noordoostelijk Namibië tot zuidelijk Zambia en noordwestelijk Mozambique.
- S. c. capensis: oostelijk Zuid-Afrika.

## Status
De grootte van de populatie is niet gekwantificeerd maar de soort wordt omschreven als plaatselijk algemeen. Op de Rode lijst van de IUCN heeft deze soort de status niet bedreigd.